# Microphis leiaspis
Microphis leiaspis is een  straalvinnige vissensoort uit de familie van zeenaalden en zeepaardjes (Syngnathidae). De wetenschappelijke naam van de soort is voor het eerst geldig gepubliceerd in 1853 door Bleeker.
De soort staat op de Rode Lijst van de IUCN als niet bedreigd, beoordelingsjaar 2007.